# Rosebud (Missouri)
Rosebud è un comune degli Stati Uniti d'America, situato nello Stato del Missouri, nella contea di Gasconade.